# Hernanes
Hernanes, właśc. Anderson Hernanes de Carvalho Viana Lima (ur. 29 maja 1985 w Aliança) – brazylijski piłkarz występujący na pozycji pomocnika w chińskim klubie Hebei China Fortune.

## Kariera klubowa
Jeszcze jako Anderson Hernanes de Carvalho Andrade Lima zawodową karierę rozpoczął w 2005 w São Paulo. W pierwszym sezonie występów w tej drużynie wystąpił w osiemnastu spotkaniach Campeonato Brasileiro, w których trzy razy wpisał się na listę strzelców. Debiut w pierwszej lidze zanotował 19 czerwca podczas wygranego 1:0 meczu z Botafogo. Sezon 2006 młody Brazylijczyk spędził na wypożyczeniu w Santo André, z którym zajął siódme miejsce w rozgrywkach Campeonato Brasileiro Série B.
Po powrocie do São Paulo Hernanes wywalczył sobie miejsce w podstawowej jedenastce i był jednym z najlepszych zawodników swojego zespołu. Zagrał w 31 meczach i w dużym stopniu przyczynił się do wywalczenia przez swój klub tytułu mistrza kraju. Został także wybrany najlepszym piłkarzem sezonu. Następnie zainteresowanie pozyskaniem brazylijskiego pomocnika zainteresowało się wiele europejskich drużyn, między innymi AC Milan. Hernanes pozostał jednak w São Paulo, z którym w 2008 wywalczył drugie z rzędu mistrzostwo kraju.
Na początku sierpnia 2010 piłkarz podpisał pięcioletni kontrakt z rzymskim S.S. Lazio. Włoski klub zapłacił za zawodnika 13,5 miliona euro. W Serie A zadebiutował 29 sierpnia w przegranym 0:2 meczu z Sampdorią.
31 stycznia 2014 roku został zawodnikiem Interu Mediolan, z którym podpisał 4,5-letni kontrakt.

## Kariera reprezentacyjna
W reprezentacji Brazylii Hernanes zadebiutował 26 marca 2008 w wygranym 1:0 meczu towarzyskim przeciwko Szwecji. Na boisku pojawił się w 64. minucie zastępując Josué. W tym samym roku został powołany do prowadzonej przez Carlosa Dungę kadry do lat 23 na Igrzyska Olimpijskie w Pekinie, gdzie razem z reprezentacją Brazylii zdobył brązowy medal.